# الجداف

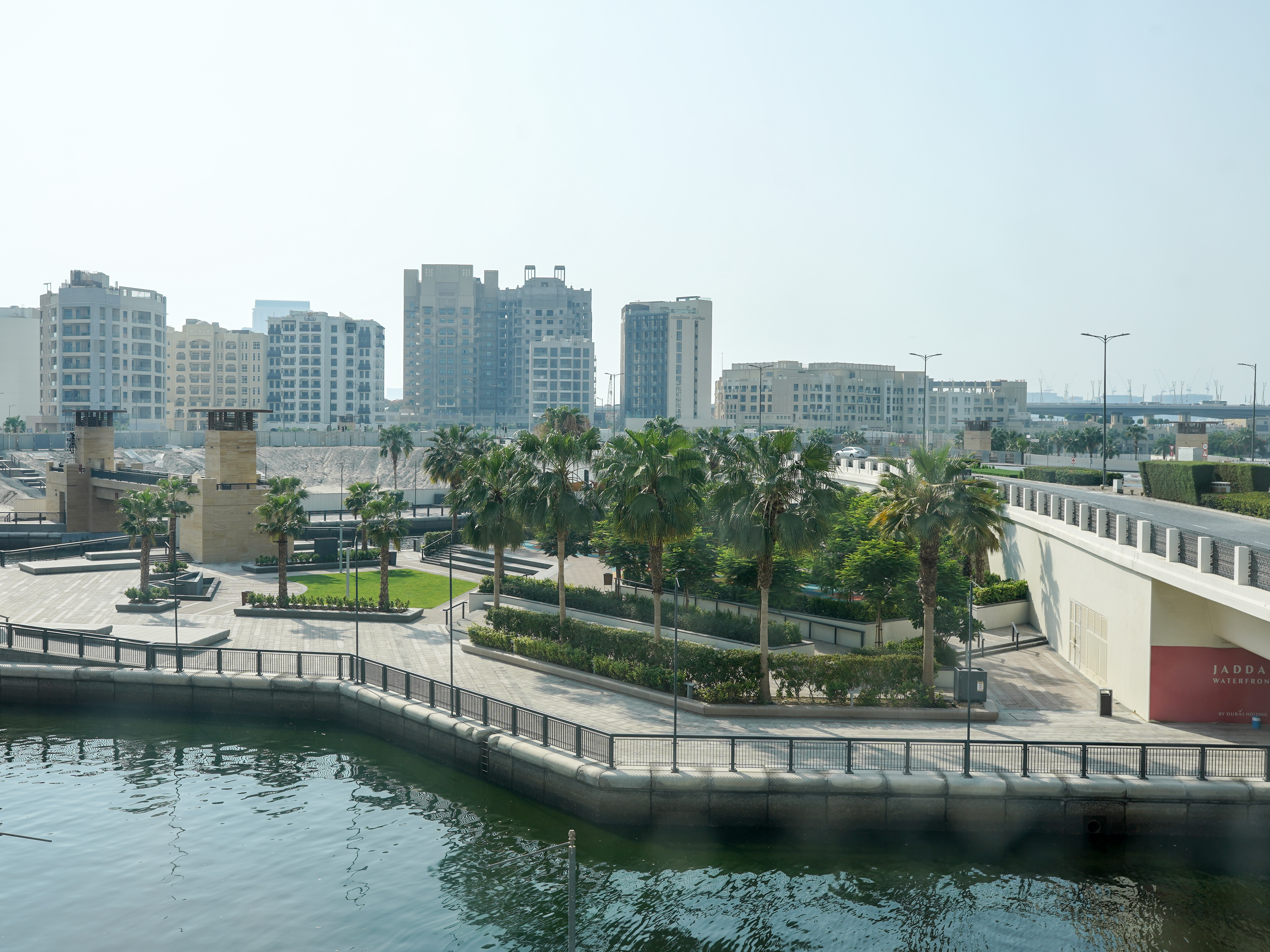

الجداف هو حي يقع في إمارة دبي في الإمارات العربية المتحدة ويبلغ عدد سكانها 2,990 نسمة. وصل عدد السكان إلى(7,747) في العام 2023 بكثافة سكانية تعادل (1,070) فرد/كم² بحسب بيانات مركز دبي للإحصاء. تاريخيًا، تم استخدام الجداف كمنطقة لبناء المراكب الشراعية، كما أنها موقع ساحة إرساء السفن في دبي (الجداف). وتعد أحواض بناء السفن التابعة لها اليوم موقعًا لبناء وصيانة هذه القوارب التقليدية، كما تعد مدينة دبي الملاحية أيضًا موقعًا لإصلاح قوارب الداو. يضم الجداف أيضًا الملاعب والمرافق الرياضية لنادي الوصل ونادي ضباط دبي. معلم مهم آخر هو مستشفى الوصل – الآن يسمى مستشفى لطيفة.
تشمل التطورات الجديدة في المنطقة قرية دبي الثقافية (المعروفة أيضًا باسم جداف ووترفرونت)، وهي مجتمع مخصص للفنون البصرية والمسرحية والأدبية، والمرحلة الثانية من مدينة دبي الطبية. لا تزال هذه المنطقة تتطور لتصبح مركزًا فندقيًا يضم ما يصل إلى خمسة فنادق في الوقت الحاضر قيد الإنشاء وثلاثة فنادق تم بناؤها، وهي ماريوت الجداف وريفليكشن للشقق الفندقية وفندق أريبيان بارك. ويجري أيضًا تطوير المنطقة كموقع سكني يضم أكثر من ثلاث شقق سكنية.

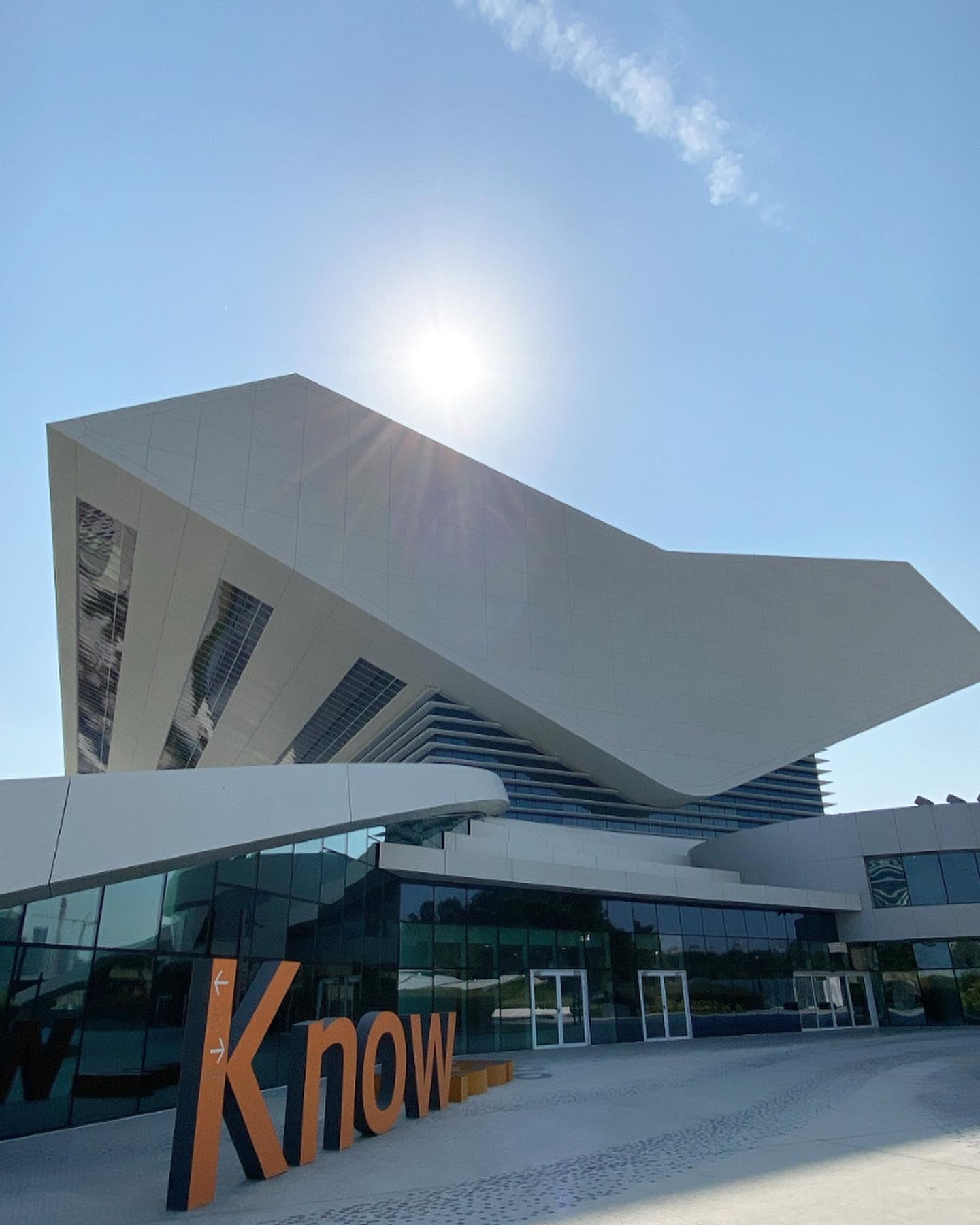
مكتبة محمد بن راشد في الجداف

يوجد في الجداف محطتي مترو، الخور (بالقرب من محطة الجداف البحرية على خور دبي) ومحطة الجداف، وكلاهما على الخط الأخضر لمترو دبي، الذي تسيطر عليه هيئة الطرق والمواصلات في دبي (RTA).
وتقع أيضًا على خور دبي مكتبة محمد بن راشد.
اعتبارًا من عام 2017، كان هناك مركب شراعي كبير يجري بناؤه في المنطقة، يهدف إلى تحطيم الرقم القياسي العالمي للحجم الذي كانت تحتفظ به الكويت.

## الباخرة الإماراتية «عبيد»أكبر باخرة خشبية عربية في العالم
في عام 2020 حطمت الباخرة الإماراتية «عبيد»، التي نفذها ماجد عبيد الفلاسي، ومنحها اسم والده عبيد جمعة بن ماجد الفلاسي، البحّار وصانع البواخر الإماراتي، الرقم القياسي العالمي لأكبر باخرة خشبية عربية في العالم، وفقاً لموسوعة غينيس للأرقام القياسية.
وبلغت أبعاد الباخرة 91.47 متراً طولاً، و20.41 متراً عرضاً واستغرق العمل على باخرة الشحن أربع سنوات، وعمل عليها 25 عاملاً، ويبلغ ارتفاعها 11.22 متراً، بينما يبلغ وزنها حوالي 2500 طن،منها 1700 طن من الخشب، و 800 طن من الحديد. وصنعت من مواد محلية ومستوردة، وهي قادرة على شحن حمولة تصل إلى 6000 طن.

## روابط خارجية
فيديو تدشين أكبر باخرة خشبية عربية في العالم "عبيد"